# Kappemålagöl
Kappemålagöl är en sjö i Oskarshamns kommun i Småland och ingår i Marströmmens huvudavrinningsområde. Kappemålagöl ligger i Stora Ramm och Marströmmen Natura 2000-område.